# Faßberg
Faßberg è un comune di 6.921 abitanti della Bassa Sassonia, in Germania.
Appartiene al circondario (Landkreis) di Celle (targa CE).